# آلن پارکز
آلن پارکز (انگلیسی: Alan Parkes; ۱۲ ژانویهٔ ۱۹۲۹ – ۱۴ آوریل ۲۰۱۳) بازیکن فوتبال اهل بریتانیا بود.
از باشگاه‌هایی که در آن بازی کرده‌است می‌توان به باشگاه فوتبال چارلتون اتلتیک، باشگاه فوتبال تونبریج آنجلز، باشگاه فوتبال ساندرلند، و باشگاه فوتبال دارلینگتون اشاره کرد.